# Thornspiccerpad
Het Thornspiccerpad is een klompenpad ten zuiden van de Nederlandse stad Elburg. De wandelroute is 21 kilometer lang, maar kent ook een verkorte variant van 9 kilometer. Op 30 juli 2020 werd de route officieel geopend. De naam is afkomstig van de oude naam voor Doornspijk: Thornspic.
Het Thornspiccerpad is de opvolger van het Landgoederenpad dat door de gemeente Elburg was ontwikkeld, maar bij wandelaars weinig bekendheid genoot en in onbruik was geraakt. De Stichting Landschapsbeheer Gelderland kreeg daarom de opdracht om de route om te vormen tot een klompenpad.
De wandelroute gaat van Elburg via 't Harde, de Doornspijkse Heide en de Kerkdijk weer terug naar Elburg. Onderweg loopt de route onder andere over het landgoed van Huis Schouwenburg.